# Cité Foch

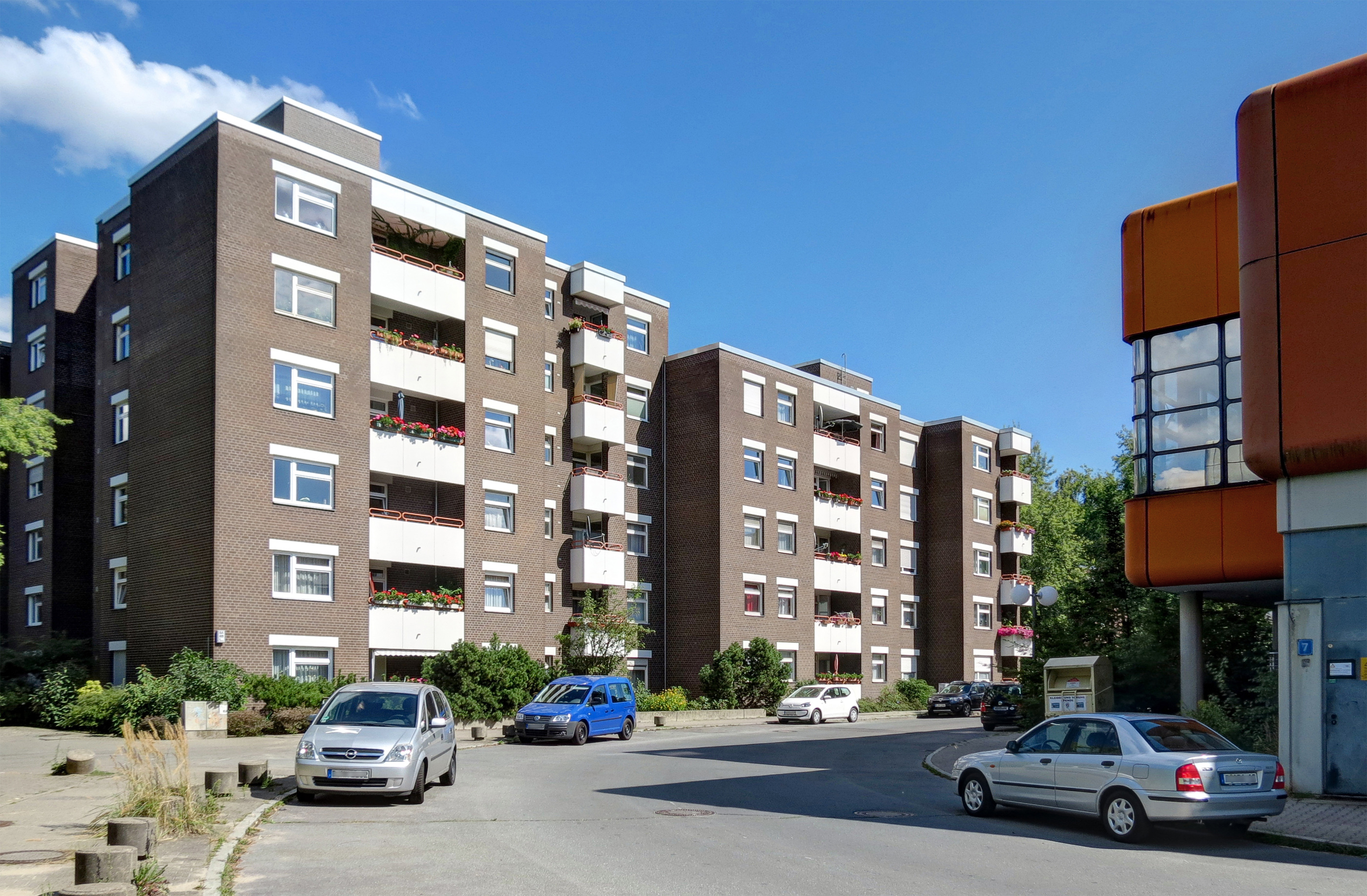
Avenue Charles de Gaulle in der Cité Foch (Zustand bis 2016)

Die Cité Foch ist ein Wohngebiet im Berliner Ortsteil Wittenau des Bezirks Reinickendorf. Es ist im Norden begrenzt durch den Packereigraben, westlich durch den Steinbergpark, südlich durch die Gleise der Industriebahn Tegel–Friedrichsfelde und östlich durch die Jean-Jaurès-Straße und die Cyclopstraße. Die Siedlung entstand im Wesentlichen zwischen 1952 und 1976 als Wohngebiet für die französischen Streitkräfte in Berlin und ihre Angehörigen. Seit den 2010er Jahren realisiert die Bundesanstalt für Immobilienaufgaben (BImA) hier ein Wohnungsbauvorhaben mit 600 Wohnungen.

## Geschichte
Die Cité Foch (anfangs auch Cité Tucoulou) hatte sich mit der Zeit zur größten der vier Wohnsiedlungen im französischen Sektor entwickelt. Auf rund 47 Hektar (vgl. Vatikanstadt: 44 ha) befanden sich 785 Wohnungen (80 Gebäude), die höchste Bewohnerzahl erreichte die Siedlung 1991 mit 2600 Personen. Ursprünglich befand sich hier die Maschinenfabrik Cyclop, deren Lager im August 1945 von französischen Einheiten als Notbehelf bezogen und „Camp Foch“ (nach Ferdinand Foch, einem französischen Marschall im Ersten Weltkrieg) benannt wurde. Da sich auf dem Gelände auch militärische Einrichtungen befanden, war die Cité Foch nicht öffentlich zugänglich.

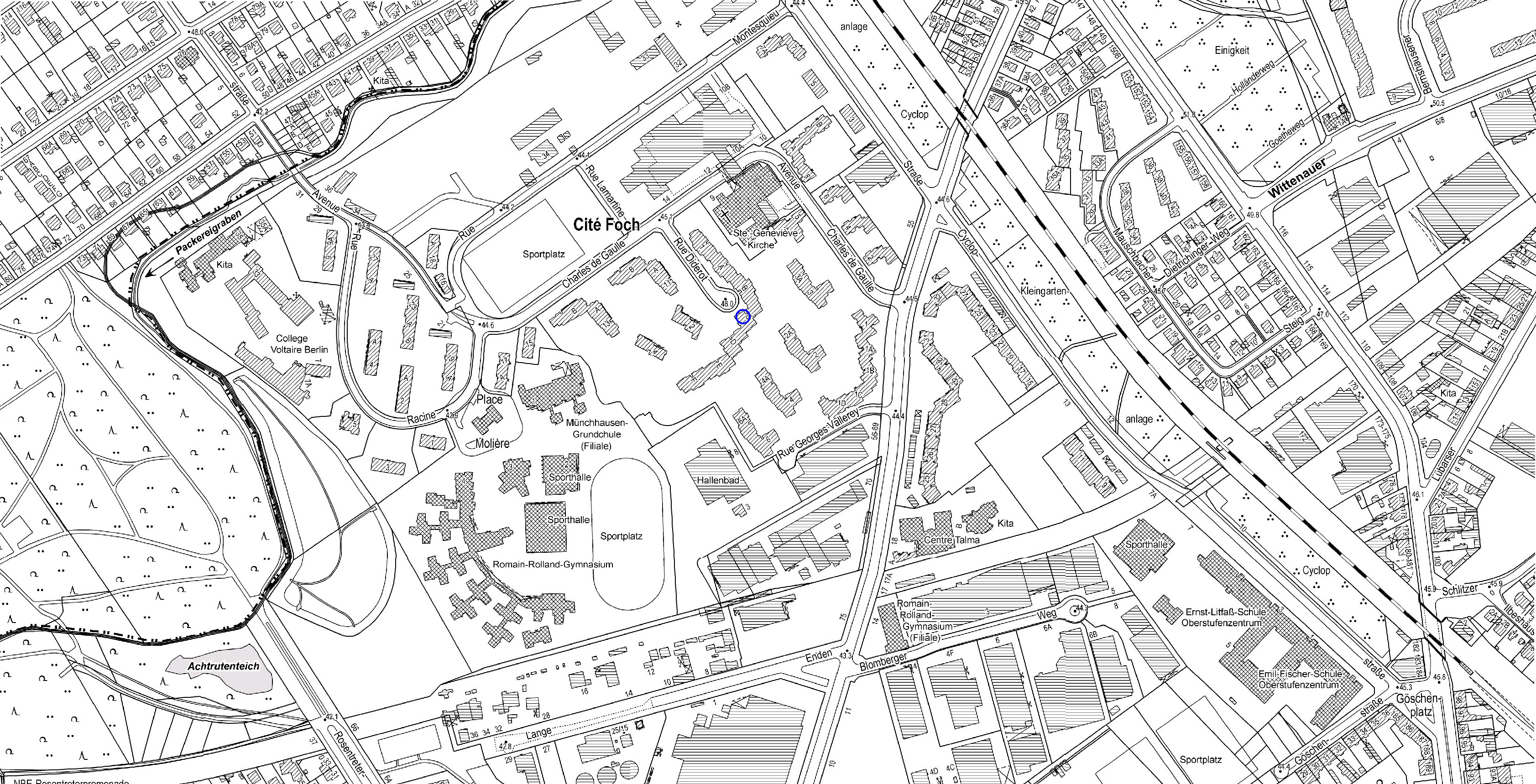
Lage der Cité Foch als Wittenauer Ortslage

Nach der deutschen Wiedervereinigung fiel das Grundstück an die Bundesanstalt für Immobilienaufgaben (BImA). An der Rue Montesquieu nutzte der Bundesnachrichtendienst nach dem Abzug der Franzosen noch für eine Weile den Antennenmast und ein Verwaltungsgebäude.
Anfang der 2000er Jahre drohte die Cité Foch zu einer Geisterstadt zu werden. Die Wohnungen konnten nur schwer vermietet werden: Einerseits waren sie für deutsche Gewohnheiten ungewöhnlich geschnitten (beispielsweise separate Toiletten, dafür keine Toilette im Badezimmer oder große Salons als Kombination von Wohn- und Esszimmer, gerade in „Offizierswohnungen“), andererseits angesichts des Mietzinses für die angestrebte Nutzung zu groß. Eine Vier-Zimmer-Wohnung für eine Familie, die in den nicht weit entfernten Arealen am Zabel-Krüger-Damm bzw. an der Titiseestraße in Waidmannslust oder im Märkischen Viertel zwischen 90 und 100 m² umfasst, kann hier bis zu 130 m² umfassen. Es gab zudem Sanierungsbedarf und es wurden überwiegend nur befristete Mietverträge angeboten.
Erst nach einer Sanierung durch die BImA um 2000 besserte sich die Situation. Zwischen 2007 und 2010 konnte der Leerstand von 33 % auf 7 % gesenkt werden.

### Ehemalige französische Einrichtungen in der Cité Foch

#### École maternelle Saint-Exupéry
Die am Place Molière 1 gelegene Vorschule, die die Kinder vor dem Besuch der École Victor Hugo besuchten, ist heute eine Filiale der Münchhausen-Grundschule.

#### École Victor Hugo
Am Place Molière 4 lag die mit Sporthalle, Sportplatz und Kantine (französisch Restaurant scolaire) ausgestattete Grundschule (frz. École élémentaire). Das Schulgelände beherbergt heute das 1994 gegründete Romain-Rolland-Gymnasium (frz. Lycée européen Romain-Rolland) mit französischem Schwerpunkt (AbiBac-Schule). Architektonisch bildet das Schulgelände mit dem der École Saint-Exupéry eine Einheit (frz. zusammen École primaire genannt).

#### Collège Voltaire

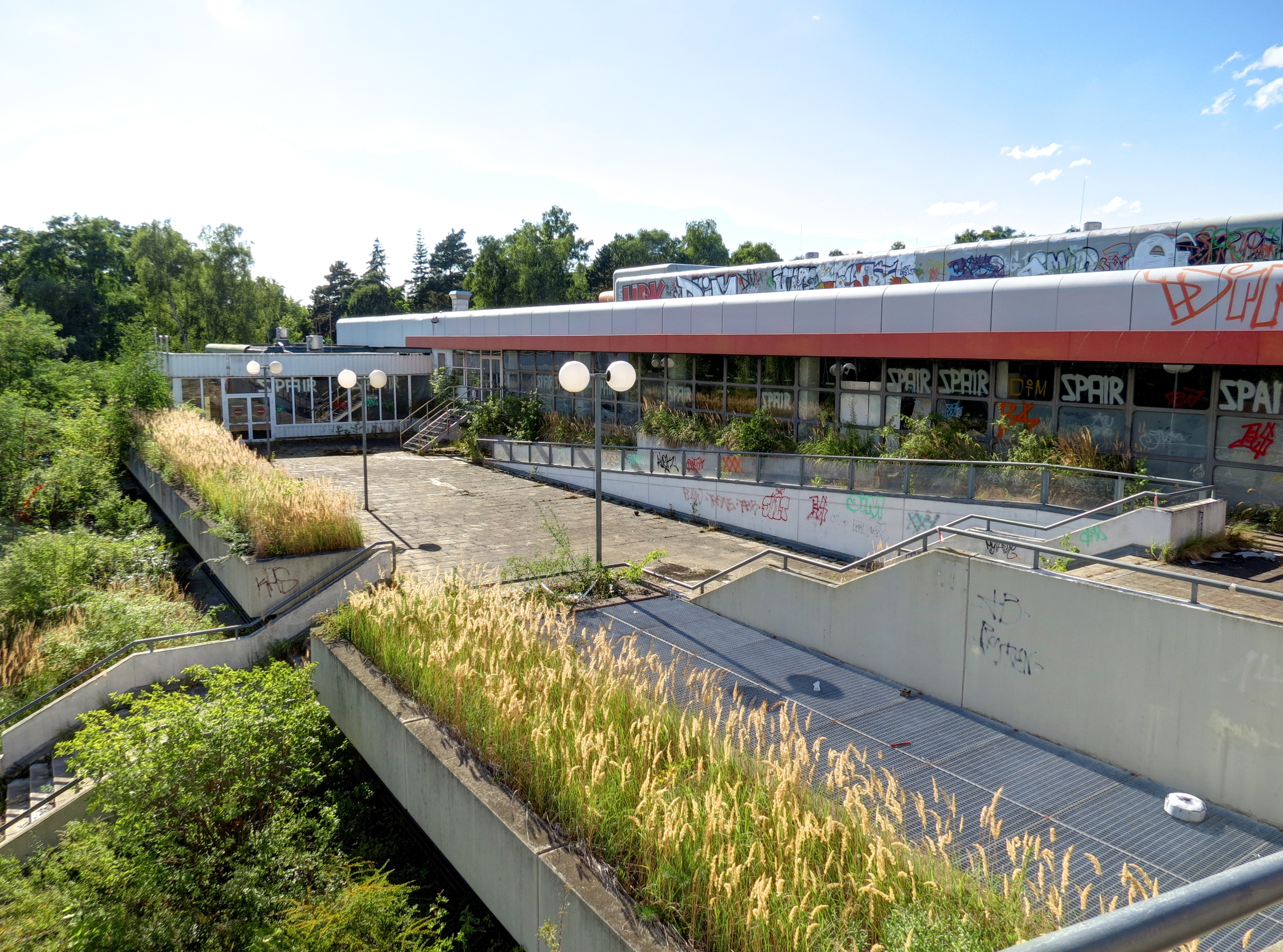
Verwildertes Einkaufszentrum

Die an der Avenue Charles de Gaulle 33 gelegene Sekundarschule für Kinder französischer Militärangehöriger bis zu einem Alter von 15 Jahren zog 2010 nach Tiergarten um und wurde dabei organisatorisch dem Französischen Gymnasium angegliedert. Damit das fortan leerstehende Schulgebäude in der Cité Foch nicht verwahrlost, wurde hier ein Pilotprojekt zur „Bewachung durch Bewohnung“ nach dem niederländischen „Antikraak“-Modell eingerichtet. Zwischenzeitlich wurde der Komplex als Flüchtlingsunterkunft genutzt. Aktuell (Stand: Februar 2022) befindet sich in einem der Gebäude ein Kindergarten.

#### Einkaufszentrum
Das große Einkaufszentrum mit Kino, Kultur- und Gesundheitszentrum an der Avenue Charles de Gaulle 9 sowie 10–14 (durch eine Fußgängerüberführung verbunden) wurde 1998 an einen privaten Investor verkauft und zunächst mit zahlreichen Geschäften frei zugänglich weiterbetrieben („famila“). Es stand dann aber ab 2006 leer und war daraufhin in völlig verwahrlostem Zustand. In der zweiten Jahreshälfte 2016 wurde das Gebäude komplett abgerissen, wobei Asbest ein Problem darstellte. Heute befinden sich auf dem Areal neue Wohngebäude.

#### Centre Talma

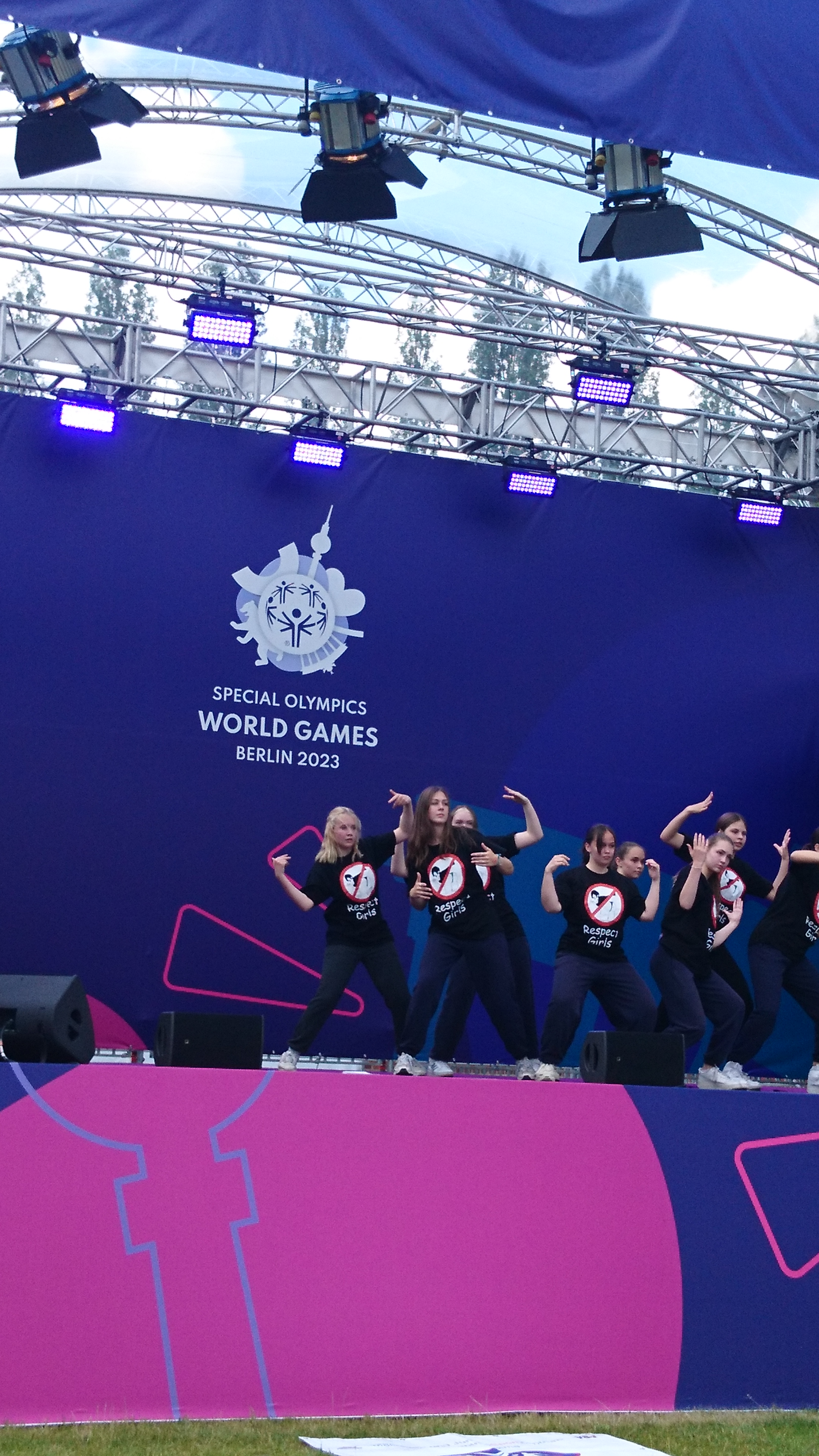
Tanzperformance Centre Talma, Special Olympics World Summer Games 2023, Sommergarten, Messe Berlin

Das Kulturzentrum Centre Talma an der Hermsdorfer Straße 18a, etwas außerhalb der Cité Foch, funktional aber zu ihr gehörend, wurde in eine Sport- und Freizeitstätte für Kinder und Jugendliche umgewandelt. Hier wird von der Berliner Tafel auch täglich für jedermann ein (für Kinder besonders vergünstigtes) Mittagessen mit drei Gängen angeboten.
Das Centre Talma war Teil des Festivalprogramms bei den Special Olympics World Summer Games 2023 in Berlin im Juni 2023.

#### Hallenbad
Das Hallenbad an der Rue Georges Vallerey 8, erbaut 1972, ist seit 2002 geschlossen. Eine Sanierung war laut BImA unwahrscheinlich. Aktuell (Stand: Februar 2022) sind Abrissarbeiten im Gange.

#### Katholische Kirche
Die katholische Kirche Ste.-Geneviève neben dem ehemaligen Einkaufszentrum wurde entweiht und ist ebenfalls abgerissen worden, um der neuen Wohnbebauung Platz zu machen.

#### Musikschule
Die heute in Vereinsform geführte deutsch-französische Musikschule École de Musique de Berlin nutzt einen Pavillon an der Avenue Charles de Gaulle 36.

## Heutige Nutzung

### Städtebauliche Situation und planungsrechtliche Grundlage
Aus planerischer Sicht litt die Cité Foch wie auch andere ehemalige Berliner Wohngebiete der Westalliierten darunter, dass sie nicht unter Anwendung des deutschen Planungsrechts errichtet wurden. Da bei der Bebauung keine Flurstücksaufteilung stattfand, sind die in der Siedlung liegenden Straßen und Grünflächen somit auch nicht öffentlich, sondern Privatgelände. Die Anlagen der Ver- und Entsorgung befinden sich größtenteils außerhalb des Straßenlandes. Bei der Erschließung der Gebäude wurde auf mögliche Baulasten kaum Rücksicht genommen, da es zwischen öffentlichen und privaten Grundstücken keinen Unterschied gab.
Speziell in der Cité Foch kam noch das Problem hinzu, dass die zivilen Einrichtungen, die sich hier konzentrierten, unter dem Versorgungsaspekt der französischen Militärangehörigen geplant wurden und seit dem Abzug der Truppen nicht unbedingt dem tatsächlichen lokalen Bedarf entsprechen. Die Genehmigung dieser Einrichtungen unterlag damals nicht dem deutschen Planungsrecht. So wurden zum Beispiel auch nicht die Vorschriften des Immissionsschutzes beachtet, was die Schutzabstände zwischen Wohnbebauung und umliegenden Industriebauten anbelangt. Davon betroffen ist ein Großteil des südlichen Wohngebiets um die Hermsdorfer Straße 70 (ein Betrieb nach Seveso-II-Richtlinie), wo eigentlich ein Schutzabstand von 200 Metern einzuhalten wäre.
Für die Fläche südlich des Packereigrabens, begrenzt durch die Grundstücksflächen Jean-Jaurès-Straße 3/7, 7a und 21, Hermsdorfer Straße 55, die Grundstücksflächen Hermsdorfer Straße 56–69 und östlich des Steinbergparks (Rosentreterbecken) sowie einen Abschnitt der Jean-Jaurès-Straße und der Hermsdorfer Straße im Bezirk Reinickendorf, Ortsteile Wittenau und Waidmannslust (Teilfläche der Cité Foch) wurde 2007 (ergänzt: 2012) der Bebauungsplan XX-277a erstellt. Dieser hatte die Zielsetzung, „die bestehenden Wohngebäude planungsrechtlich zu sichern, für bauliche Nachverdichtungen sowie für Grünflächen die planungsrechtlichen Voraussetzungen zu schaffen und eine Übernahme der vorhandenen Straßen durch das Land Berlin zu ermöglichen“. Damit wurde die planungsrechtliche Grundlage dieser Ortslage im Bezirk geschaffen. Die Straßen wurden gewidmet.

### Wohnungsbau
Die BImA realisiert in der Cité Foch in Reinickendorf ein Wohnungsbauvorhaben mit insgesamt etwa 600 Wohnungen. Daneben sollen ein Spielplatz, eine Kindertagesstätte und ein Grundschulneubau der Münchhausen-Grundschule entstehen.
In den 2010er Jahren wurde der raumgreifende Einfamilienhaus-Pavillon an der Rue Racine 5 abgerissen und durch vier Mehrfamilienhäuser in Stadtvilla-Bauweise ersetzt worden. Das Gelände des abgerissenen Einkaufszentrums wurde mit mehrgeschossigen Wohnhäusern bebaut. Nordwestlich der Rue Montesquieu, zur Jean-Jaurès-Straße hin, wurden zwei weitere ungenutzte, verfallende Gebäude abgetragen.
Der Teil auf der südöstlichen Seite der Avenue Charles de Gaulle (ehemalige Hausnummer 9 des Einkaufszentrums) wurde im Sommer 2019 fertiggestellt und bezogen. 
Ende 2021 begann der Bezug des größeren Bauabschnitts auf der gegenüberliegenden Straßenseite, zur Rue Montesquieu hin (ehemalige Hausnummern 10–14 des Einkaufszentrums). Dieser trägt den französisierenden Namen Fleur de Berlin, zu Deutsch „Blume von Berlin“, und umfasst 241 Eigentumswohnungen.
In einem weiteren Bauvorhaben entstehen auf dem ehemaligen Sportplatz zwischen Rue Montesquieu und Avenue Charles de Gaulle fünf Gebäude mit 140 Wohnungen und ein Spielplatz. Das Richtfest wurde am 2. Juni 2023 begangen.